# Bom Jardim da Serra
Bom Jardim da Serra este un oraș în Santa Catarina (SC), Brazilia.